# Theodore Kennedy
Pour les articles homonymes, voir Ted Kennedy (homonymie) et Kennedy.
Temple de la renommée : 1966
Theodore Samuel Kennedy, surnommé Teeder, (né le 12 décembre 1925 à Humberstone dans  la province de l'Ontario, au Canada et mort le 14 août 2009) est un joueur professionnel canadien de hockey sur glace qui évoluait au poste de centre dans les années 1940 et 1950.
Kennedy joue quatorze saisons dans la Ligue nationale de hockey, toutes sous les couleurs des Maple Leafs de Toronto, et remporte la Coupe Stanley à cinq reprises. Il remporte le trophée Hart du meilleur joueur de la saison en 1954-1955. En 1957–1958, il occupe le poste d'entraîneur-chef des Petes de Peterborough puis est remplacé la saison suivante par Scotty Bowman. Il meurt le 14 août 2009 à 83 ans. Il est intronisé au Temple de la renommée du hockey en 1966. En 1998, il est classé à la 57e position des 100 meilleurs joueurs de l'histoire de la LNH par le magazine The Hockey News.

## Biographie

### Son enfance et les années juniors
Theodore Samuel Kennedy est né le 12 décembre 1925 à Humberstone, un petit village de l'Ontario qui fusionnera par la suite avec Port Colborne. Son père, Gordon Kennedy, meurt d'un accident de chasse onze jours avant la naissance du jeune Theodore, Margaret Kennedy élève toute seule ses quatre enfants. Afin de gagner sa vie, Margaret est vendeuse de confiseries dans une patinoire de hockey sur glace près de la maison familiale, la patinoire devient rapidement la deuxième maison pour Theodore. Kennedy a comme ami d'enfance Don Gallinger, futur joueur de la Ligue nationale de hockey qui sera exclu à vie de la LNH en 1948 en raison de paris sportifs,.
Kennedy commence à jouer au hockey avec les Lions de Port Colborne dans l'Association de hockey de l'Ontario mineur dans les différentes catégories de jeunes joueurs. Il est alors surnommé Teeder, par les garçons de son quartier qui ne parviennent pas à prononcer à Theodore. En 1941, Lions remportent le championnat midget avec Kennedy en tant que capitaine de l'équipe. Le Toronto Star décrit alors le jeune joueur, âge de 15 ans, comme un ailier droit opportuniste qui a conduit son équipe à la victoire avec cinq buts dont deux qu'il ne doit à personne.
L'année suivante, l'équipe des Lions perd en finale alors que Kennedy fait encore parler de lui lors de cette saison 1941-1942 : au cours d'un match, il inscrit sept buts et six lors d'une autre rencontre. Alors que Kennedy grandit en étant supporter des Maple Leafs de Toronto, ce sont les Canadiens de Montréal qui l'approchent en premiers.

### Une tentative ratée avec Montréal
Ainsi, à l'automne 1942, l'équipe de Montréal contact le jeune joueur de 16 ans pour qu'il se joigne aux Canadiens mais sa mère se méfiant d'une carrière de joueur de hockey le pousse à suivre des études de commerces à l'Université de Western Ontario. Elle accepte tout de même que son fils participe au camp d'entraînement quand la franchise lui assure qu'il pourra poursuivre ses études au sein du Lower Canada College, établissement de Montréal, avec une prise en charge financière par l'équipe. Malgré les promesses, Kennedy déchante rapidement quand, à la descente de son train, personne n'est là pour l'accueillir sur le quai de la gare. Il doit se débrouiller tout seul pour trouver l'hôtel des Royaux de Montréal, équipe affiliée aux Canadiens. Plus tard, alors qu'il essaie de mener de front ses études et le hockey sur glace — il joue avec les Royaux et s'entraîne avec les Canadiens — il se rend compte qu'il n'y arrive pas et demande à la direction s'il peut avoir un logement plus près de l'école. Devant, le peu de réponse et de support qu'il reçoit, il perd ses illusions. Après trois semaines difficiles, il décide de quitter Montréal et de retourner à Port Colborne.
De retour chez lui, il rejoint les Pirates de Port Colborne qui évoluent dans l'Association de hockey de l'Ontario senior pour la saison 1942-1943. Depuis novembre 1942, l'entraîneur des Pirates est une ancienne vedette de la LNH avec les Maroons de Montréal, Nels Stewart. Stewart prend rapidement Kennedy en affectation et le fait travailler sur sa capacité à créer le jeu et également comment bien jouer devant les buts. À la fin de la saison, Kennedy est le deuxième meilleur pointeur de la ligue juste un point derrière Dillon Brady de Hamilton.
Avant la fin de la saison, les Canadiens tentent de faire signer un contrat professionnel au jeune Kennedy mais ce dernier, ayant gardé en mémoire le comportement de la franchise en début de saison, décide de ne pas y répondre favorablement, même s'il pense alors se fermer la porte à la LNH pour toujours. Stewart qui croit en son protégé décide de le recommander aux Maple Leafs de Toronto. Le 6 mars 1943, les droits de Kennedy détenus par Montréal sont échangés aux Maple Leafs en retour de ceux de Frank Eddolls, l'échange étant conclu par Frank Selke alors que Conn Smythe propriétaire de l'équipe est engagé dans l'armée pour la Seconde Guerre mondiale. 
Kennedy joue son premier match dans la LNH à la fin de la saison 1942-1943, le 7 mars. Ce premier match est joué dans la patinoire du Madison Square Garden contre les Rangers de New York et il joue sur la troisième ligne avec Bud Poile et Gaye Stewart, sur l'aile droite — alors qu'il a l'habitude de jouer au centre. Les deux équipes font match nul 5-5 alors que la ligne de Kennedy inscrit trois buts dont une mention d'assistance pour le jeune joueur. 

### La première finale puis la première Coupe Stanley
Kennedy ayant séduit les dirigeants des Maple Leafs participe au camp d'entraînement 1943. Au cours de ce dernier, Hap Day, l'entraîneur de l'équipe, donne une interview à un journal pour parler des meilleurs espoirs de l'équipe mais il ne mentionne pas Kennedy. Ce dernier est vexé et travaille d'autant plus pour gagner sa place. Kennedy commence la saison en tant qu'ailier droit mais mi-décembre, à la suite de la blessure de Mel Hill, il est replacé au centre où il peut démontrer tout son talent. Le 8 janvier, Toronto affronte les Bruins de Boston, équipe dans laquelle évolue Don Gallinger ; le maire de Port Colborne profite de l'occasion pour offrir une montre en or aux deux joueurs au nom des habitants de leur ville d'origine. Finalement, il ne manque qu'une des 50 parties disputées par son équipe cette année. Avec 26 buts, il est le deuxième meilleur buteur de l'équipe derrière Lorne Carr auteur de 36 filets et également le quatrième pointeur de Toronto. 
D'un point de vue collectif, les Maple Leafs comptent 58 points se classent deuxièmes de la saison derrière la franchise de Montréal avec 25 points de différence entre les deux équipes. Depuis la saison précédente, la LNH ne compte que six équipes, les Six équipes originales, et seulement les quatre meilleures sont qualifiées pour les séries éliminatoires de la Coupe Stanley. La demi-finale des Maple Leafs les oppose aux Canadiens et à la surprise générale, Toronto sort vainqueur du premier match sur le score de 3-1. Cependant, les Canadiens se reprennent et remportent le match suivant sur le score de 5-1, les cinq buts de Montréal étant inscrit par leur joueur vedette, Maurice Richard. Les Canadiens continuent sur leur lancée et remportent les trois matchs suivant dont le dernier sur le score de 11-0.

## Statistiques
| Saison     | Équipe                   | Ligue      |     | Saison régulière | Saison régulière | Saison régulière | Saison régulière | Saison régulière |    | Séries éliminatoires | Séries éliminatoires | Séries éliminatoires | Séries éliminatoires | Séries éliminatoires |
| Saison     | Équipe                   | Ligue      | PJ  | B                | A                | Pts              | Pun              | PJ               | B  | A                    | Pts                  | Pun                  |                      |                      |
| 1942-1943  | Sailors de Port Colborne | AHO Sr.    | 23  | 23               | 29               | 52               | 15               |                  |    |                      |                      |                      |                      |                      |
| 1942-1943  | Maple Leafs de Toronto   | LNH        | 2   | 0                | 1                | 1                | 0                |                  |    |                      |                      |                      |                      |                      |
| 1943-1944  | Maple Leafs de Toronto   | LNH        | 49  | 26               | 23               | 49               | 2                | 5                | 1  | 1                    | 2                    | 4                    |                      |                      |
| 1944-1945  | Maple Leafs de Toronto   | LNH        | 49  | 29               | 25               | 54               | 14               | 13               | 7  | 2                    | 9                    | 2                    |                      |                      |
| 1945-1946  | Maple Leafs de Toronto   | LNH        | 21  | 3                | 2                | 5                | 4                |                  |    |                      |                      |                      |                      |                      |
| 1946-1947  | Maple Leafs de Toronto   | LNH        | 60  | 28               | 32               | 60               | 27               | 11               | 4  | 5                    | 9                    | 4                    |                      |                      |
| 1947-1948  | Maple Leafs de Toronto   | LNH        | 60  | 25               | 21               | 46               | 32               | 9                | 8  | 6                    | 14                   | 0                    |                      |                      |
| 1948-1949  | Maple Leafs de Toronto   | LNH        | 59  | 18               | 21               | 39               | 25               | 9                | 2  | 6                    | 8                    | 2                    |                      |                      |
| 1949-1950  | Maple Leafs de Toronto   | LNH        | 53  | 20               | 24               | 44               | 34               | 7                | 1  | 2                    | 3                    | 8                    |                      |                      |
| 1950-1951  | Maple Leafs de Toronto   | LNH        | 63  | 18               | 43               | 61               | 32               | 11               | 4  | 5                    | 9                    | 6                    |                      |                      |
| 1951-1952  | Maple Leafs de Toronto   | LNH        | 70  | 19               | 33               | 52               | 33               | 4                | 0  | 0                    | 0                    | 4                    |                      |                      |
| 1952-1953  | Maple Leafs de Toronto   | LNH        | 43  | 14               | 23               | 37               | 42               |                  |    |                      |                      |                      |                      |                      |
| 1953-1954  | Maple Leafs de Toronto   | LNH        | 67  | 15               | 23               | 38               | 78               | 5                | 1  | 1                    | 2                    | 2                    |                      |                      |
| 1954-1955  | Maple Leafs de Toronto   | LNH        | 70  | 10               | 42               | 52               | 74               | 4                | 1  | 3                    | 4                    | 0                    |                      |                      |
| 1956-1957  | Maple Leafs de Toronto   | LNH        | 30  | 6                | 16               | 22               | 35               |                  |    |                      |                      |                      |                      |                      |
| Totaux LNH | Totaux LNH               | Totaux LNH | 696 | 231              | 329              | 560              | 432              | 78               | 29 | 31                   | 60                   | 32                   |                      |                      |

## Trophées et honneurs personnels
- Vainqueur de la Coupe Stanley : 1945, 1947, 1948, 1949 et 1951
- Trophée Hart : 1955
- Deuxième équipe d'étoiles : 1950, 1951 (à égalité avec Sid Abel) et 1954
- Nommé parmi les 100 plus grands joueurs de la LNH à l'occasion du centenaire de la ligue[29] en 2017